# Рельєф Білорусі

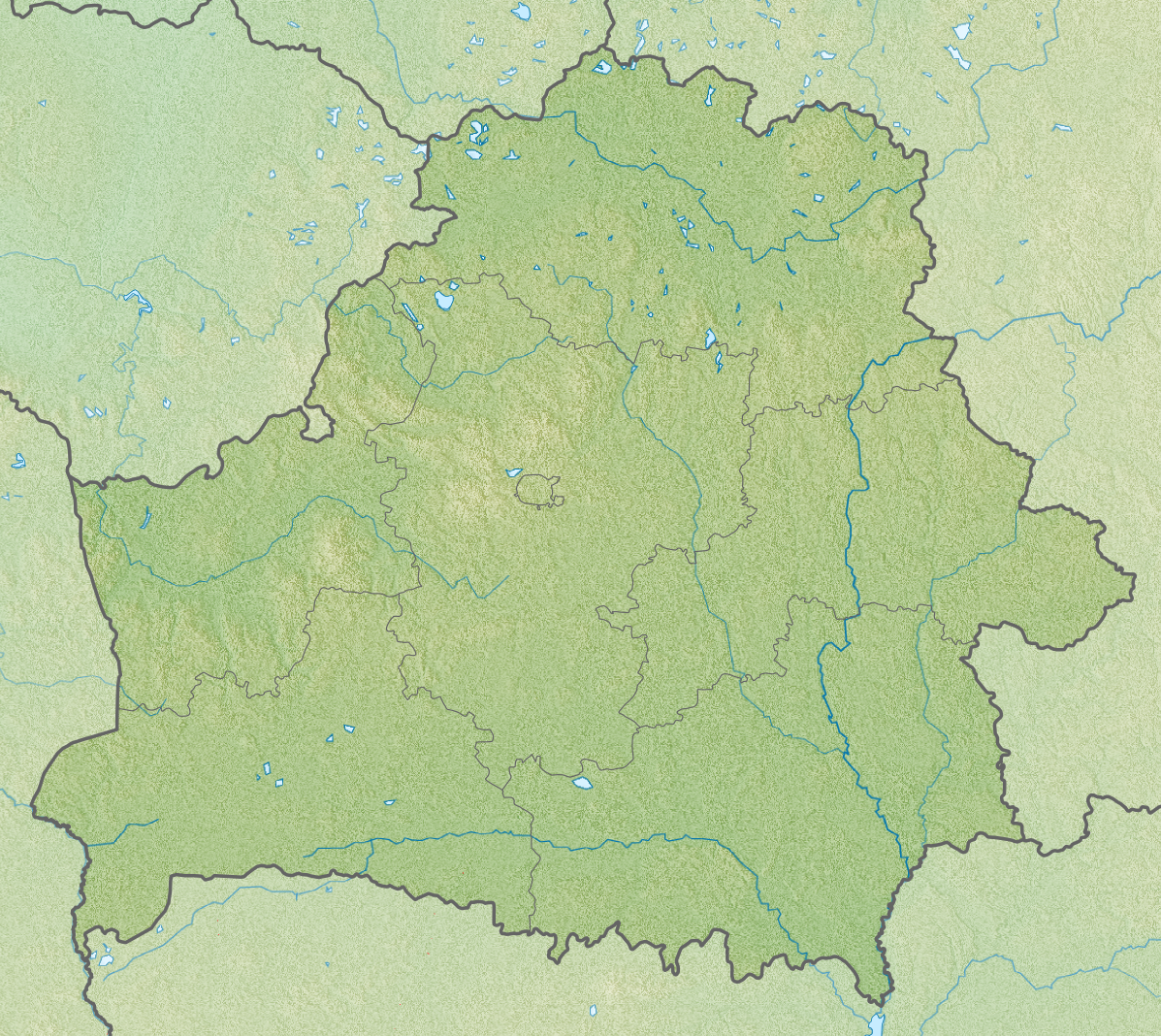
Карта рельєюфу Білорусі

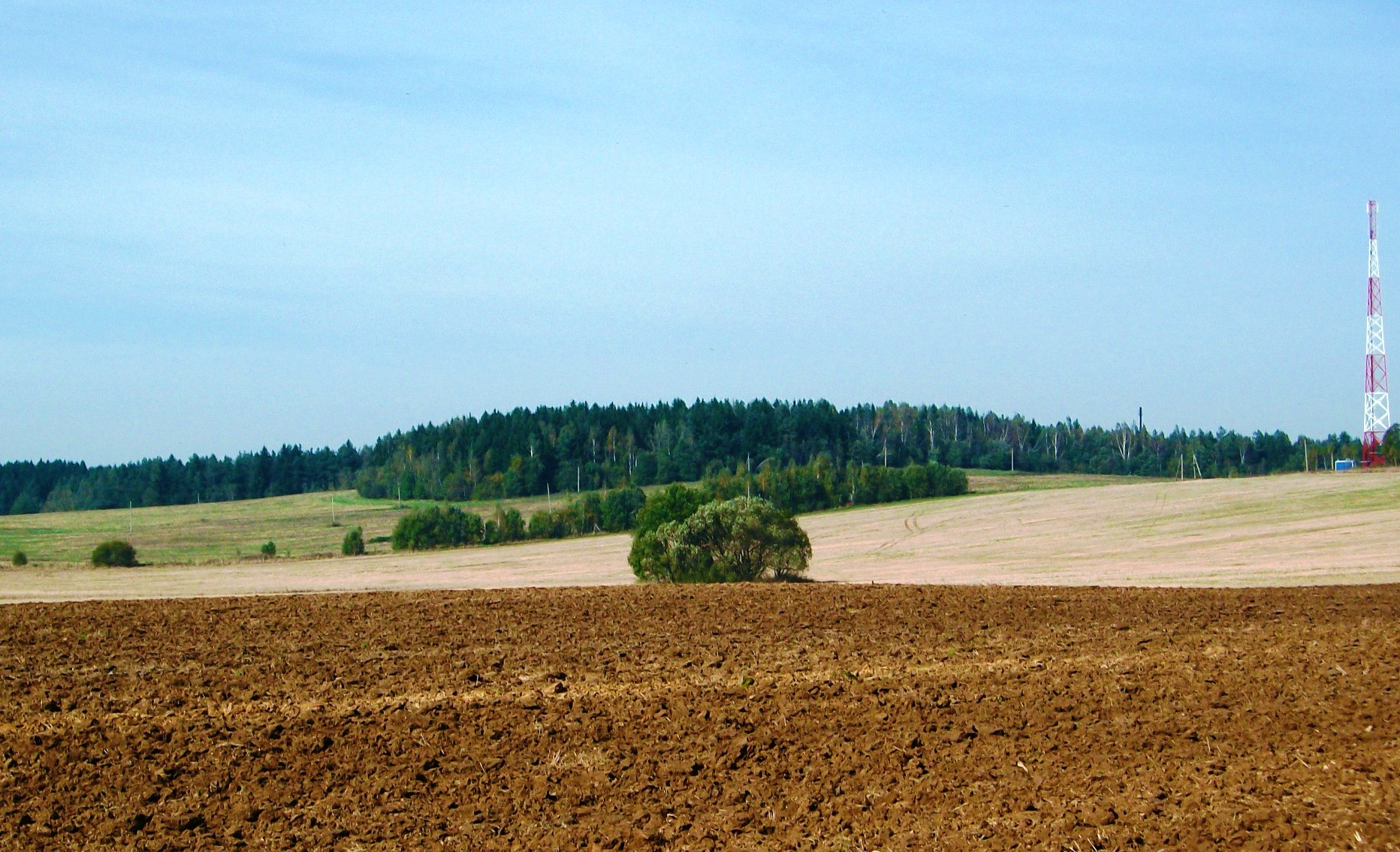
Мінська височина

Рельєф Білорусі в цілому має рівнинний характер з коливанням висоти від 80 до 345 метрів над рівнем Балтійського моря.

## Загальна характеристика
Республіка Білорусь розташована на Східно-Європейській рівнині. Рельєф території країни характеризується преважанням пологих і полого-хвилястих рівнин та низин, річкових долин і пасмово-горбистих комплексів різного розміру та конфігурації. Абсолютна висота коливається від 345 м (Дзержинська гора на Мінській височині) до 80 м в долині Німана біля кордону з Литвою. Средня висота поверхні Білорусі становить 160 м над рівнем моря.
Большість підвищень, на які припадає третина території, розташовані в західній та центральній частинах країни і мають значення абсолютних висот від 200 до 300 м. Глибина розчленування низинних межиріч зазвичай не перевищує 5 м, на припіднятих рівнинних територіях збільшується до 5—10 м, на височинах до 10—40 м і більше. Іноді коливання висоти може бути до 50—100 м за рахунок ерозійних вирізів. Густота розчленування (довжина ерозійної сітки на 1 км² території) на низовинах складає 0—0,2 км/км², на більш припіднятих рівнинах — до 0,3—0,5 км/км², на схилах крайніх пасем і біля великих річкових долин — 1,0—2,0, рідко 3,0— 3,5 км/км².
Рельєфоутворюючими є переважно відклади четвертинного періоду (льодовикові морени, потічно-льодовикові і озерно-льодовикові). Їх потужність коливається від декількох до 300 м і більше (в середньому 75—80 м). Ступінь денудаційного перетворення, морфологічні особливості та вік рельєфу змінюються в напрямку із півночі на південь.
В північній частині переважає льодовиковий рельєф поозерного зледеніння з великою кількістю озер (близько 3000), безстічних котловин, плоских заболочених низин, зкам'янілих і розділених групами пагорбів і системами хвилясто-розгалужених крайових пасем. Абсолютні висоти коливаються переважно від 120—170 м на низовинах і рівнинах до 250 м в межах височин і пасем. В центральній частині району рельєф денудований, переважно льдовиками сожського віку. Развинута система крайових височин і платоподібних рівнин, які є частиною вододілу баейнів Балтійського і Чорного морів. Абсолютні висоти досягають 200—250 м і більше.
На півдні поширений денудований рельєф сожського і дніпровського віку, а також алювіальний і озерно-алювіальний рельєф поозерно-голоценового віку. Абсолютні висоти 120—185 м, іноді перевищують 200 м. Найнижчі рівні земної поверхні на всій території регіону приурочені до речкових долин, найбільші з яких простягаються на сотні кілометрів. Вони по суті є інтразональною категорією.
Найбільш припіднята центральна частина Білорусі Наиболее — Білоруське пасмо. Тут розташована Мінська височина, на якій знаходиться найвища точка Білорусі — Дзержинська гора (345 м); висоту більше 300 м мають декілька точок — гори Лиса, Маяк та інші. Ненабагато поступаються Мінскій височині в абсолютних висотах Новогрудська (гора Замкова — 323 м), Ошмянська, Вітебська височини.
Найбільші низовини на території Білорусі: Поліська, Німанська, Полоцька, Нарочано-Вілейська.

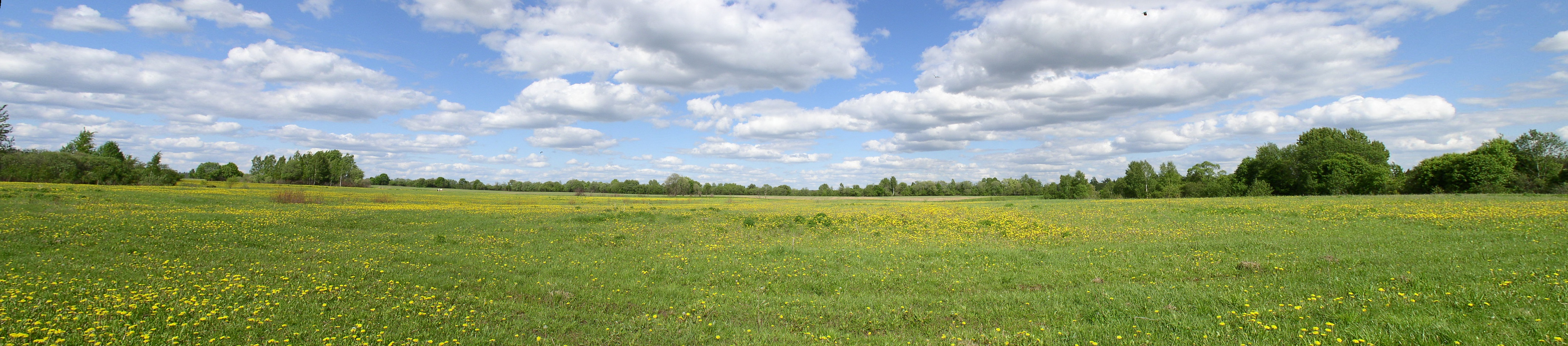
Рівнинний ландшафт у Вітебській області

## Типи і форми рельєфу

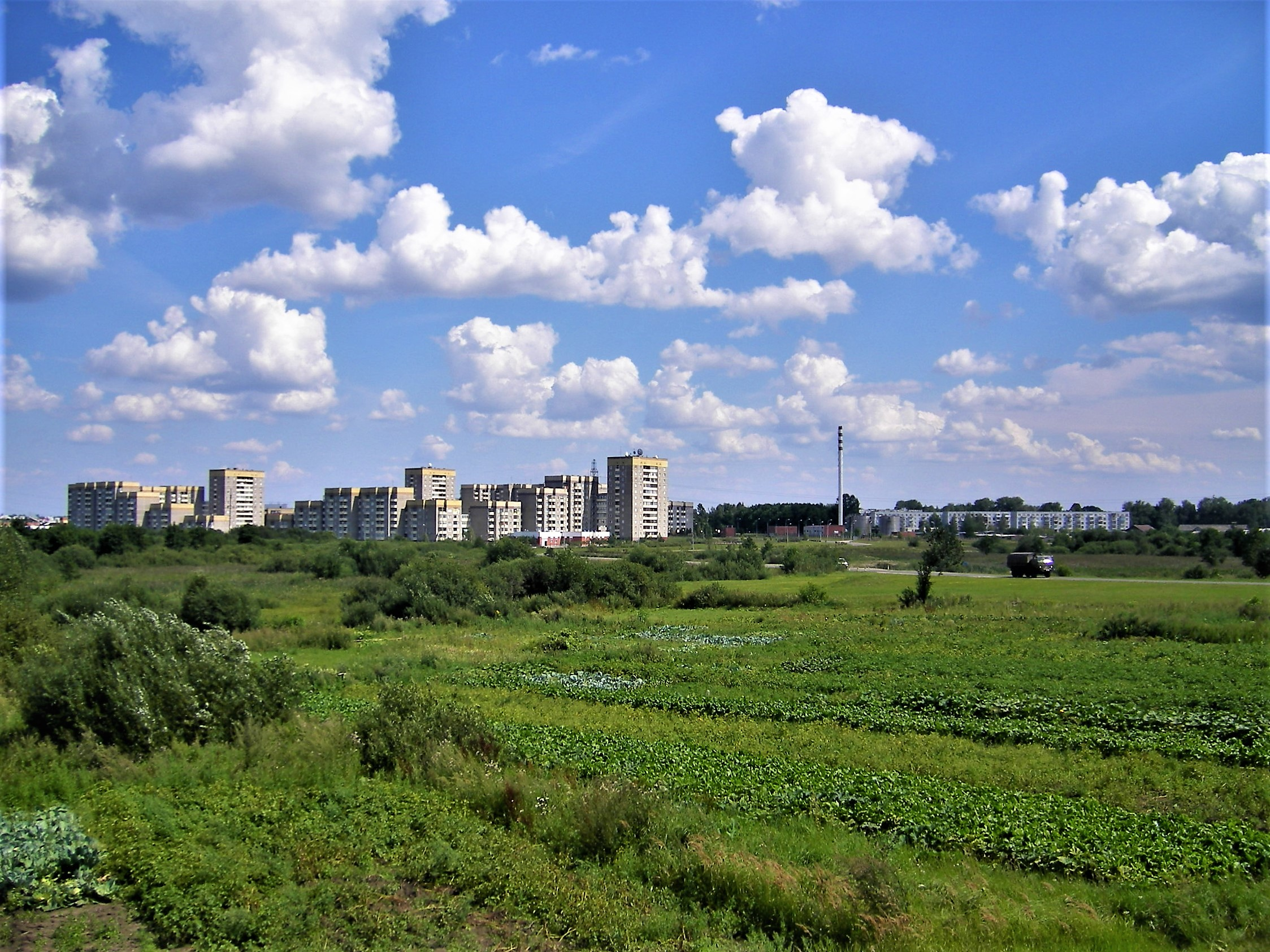
Лідська рівнина

Таксономічні одиниці класифікації рельєфу Білорусі:
- клас;
- група;
- тип;
- підтип;
- форма.

| Основні генетичні типи рельєфу:                                                                                  |  |                                                                                                |
| - льодовиковий; - водно-льодовиковий; - озерно-льодовиковий; - алювіальний; - озерно-алювіальний, - флювіальний; |  | - суфозно-карстовий; - еоловий, - озерно-болотний; - сзиловий; - гравітаційний, - техногенний. |

## Геоморфологічне районування
| |  | |
| Фізико-географічне районування Білорусі |  | |
| А. Підзона мішаних лісів: I. Білорусько-Валдайська провінція а. Округ Білоруського Поозер'я 1. Нещердівська височина 2. Полоцька низовина 3. Свенцинські пасма 4. Ушачсько-Лепельська височина 5. Чашникська рівнина 6. Городоцька височина 7. Вітебська височина 8. Суразька низовина 9. Лучоська низовина 10. Верхньоберезинська низовина 11. Нарочано-Вілейська низовина б. Округ Білоруського пасма 12. Ошмянська височина 13. Мінська височина 14. Оршанська височина: II. Провінція Східної Прибалтики 15. Латгальська височина 16. Браславське пасмо |  | III. Західно-Білоруська провінція 17. Лідська рівнина 18. Середньоніманська низовина 19. Верхньоніманська низовина 20. Південно-Західне відгалуження Білоруського пасма 21. Копильське пасмо і рівнини, які його оточують 22. Барановицька рівнина 23. Прибузька рівнина: IV. Східно-Білоруська провінція 24. Горецько-Мстиславська рівнина 25. Оршансько-Могильовська рівнина: V. Передполіська провінція 26. Центральноберезинська рівнина 27. Чечерська рівнина Б. Підзона широколистяних лісів: VI. Поліська провінція 28. Брестейське Полісся 29. Загороддя 30. Прип'ятське Полісся 31. Гомельське Полісся 32. Мозирське Полісся |

## Класифікація
За особливостями просторової диференціації будови земної поверхні на території Білорусі виділяють чотири геморфологічні області:
- Білоруське Поозер'я;
- центральнобілоруських височин і пасем (Західно-Білоруська і Східно-Білоруська підобласті)
- рівнин і низовин Передполісся;
- низовин Полісся.